# Плевна (Галац)
Плевна (рум. Plevna) — село у повіті Галац в Румунії. Входить до складу комуни Редіу.
Село розташоване на відстані 198 км на північний схід від Бухареста, 36 км на північ від Галаца.

## Населення
За даними перепису населення 2002 року у селі проживали 648 осіб, усі — румуни. Усі жителі села рідною мовою назвали румунську.